# Ardgowan House

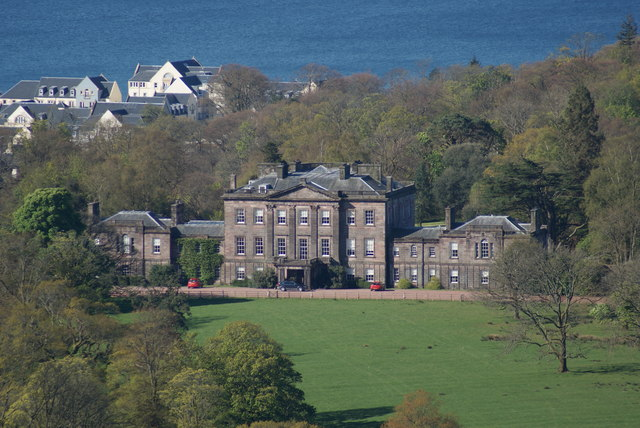
Ardgowan House

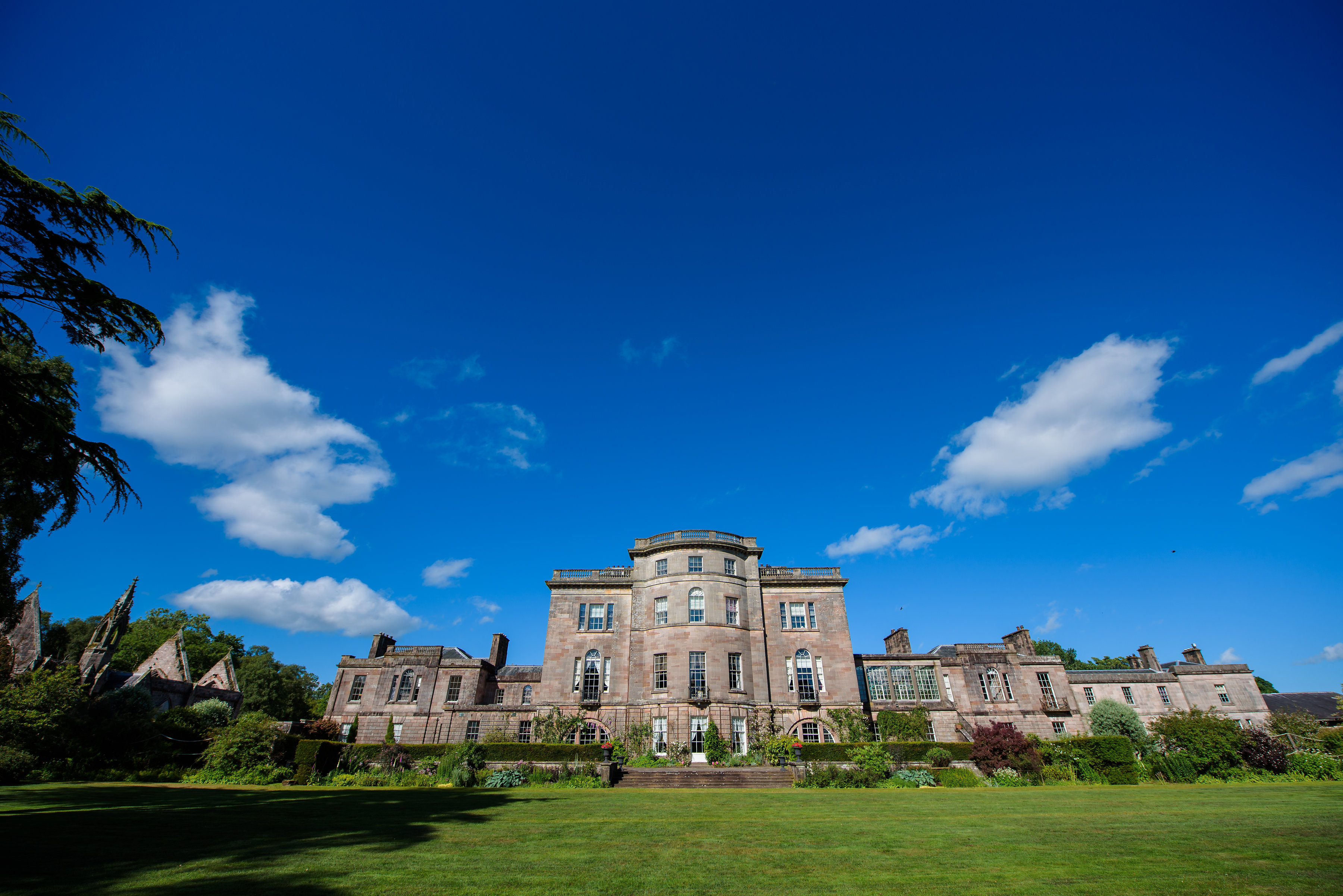
Gartenseite

Ardgowan House ist ein Herrenhaus nahe der schottischen Stadt Inverkip in Inverclyde. 1971 wurde das Bauwerk in die schottischen Denkmallisten in der höchsten Kategorie A aufgenommen. Ardgowan House liegt isoliert rund 500 Meter nördlich von Inverkip inmitten eines weitläufigen Grundstücks mit zahlreichen Außengebäuden. Es ist im Renaissancestil erbaut. 1987 wurde das Anwesen in das Inventory of Gardens and Designed Landscapes in Scotland aufgenommen.

## Geschichte

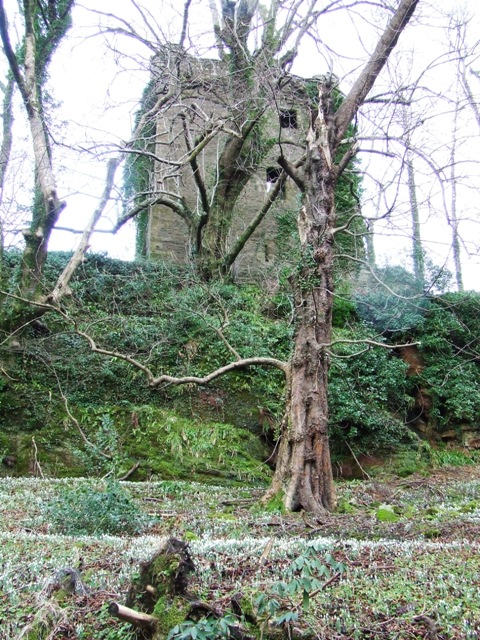
Ardgowan Castle

Im Jahre 1403 teilte der schottische König Robert III. seinem unehelichen Sohn John Stuart die Ländereien von Ardgowan zu. Seitdem wird das Anwesen innerhalb der Familie vererbt. Im späten 15. Jahrhundert wurde dort das Tower House Ardgowan Castle erreicht, bei welchem es sich wahrscheinlich um das Nachfolgebauwerk einer älteren Festung handelt. Um 1635 begründete Archibald Stewart die Linie der Baronets Shaw-Stewart. Das heutige Ardgowan House entstand unweit von Ardgowan Castle unter Sir John Shaw-Stewart, 4. Baronet. Als Architekten betraute er 1797 Hugh Cairncross mit der Planung. Das Gebäude wurde im Jahre 1801 fertiggestellt. Zu dieser Zeit wurden auch die weitläufigen Gärten durch den Landschaftsplaner John Ramsay angelegt. Sir Michael Shaw-Stewart, 6. Baronet ließ das Haus 1825 durch William Burn erweitern. Abermals wurde Ardgowan House 1862 durch Sir Michael Shaw-Stewart, 7. Baronet und schließlich 1904 unter Sir Michael Shaw-Stewart, 8. Baronet umgestaltet. Während des Zweiten Weltkriegs diente das Herrenhaus als Krankenhaus. Auch gingen zu dieser Zeit verschiedene Außengebäude verloren.